# Светличное (Павлодарская область)
Светличное (каз. Светличное) — упразднённое село в Теренкольском районе Павлодарской области Казахстана. Входило в состав Верненского сельского округа. Ликвидировано в 1990-е годы.

## Население
В 1989 году население села составляло 4 человека. 